# Sienna Guillory
Sienna Tiggy Guillory  (Northamptonshire, 16 de março de 1975) é uma atriz britânica e ex-modelo. Ela é conhecida por retratar Jill Valentine em Resident Evil: Retribution, Resident Evil: Afterlife e Resident Evil: Apocalypse. Também por interpretar o papel-título na minissérie de TV Helena de Tróia e como elfa princesa Arya Dröttningu em Eragon. Também participou da série Luther, onde fez o papel de Mary Day na terceira temporada.

## Biografia
Foi educada na Escola Gresham. Esteve casada com Nick Moran de Julho de 1997 a 2000. Atualmente esta casada com o ator Enzo Cilenti e vive em Londres. 
Sienna Guillory foi modelo e é atriz.
Atuou ao lado de Milla Jovovich em Resident Evil: Apocalypse interpretando a oficial da STARS Team, Jill Valentine, a sua atuação rendeu excelentes elogios dos fãs dos jogos devido sua fidelidade e semelhança à personagem. Fez uma pequena participação após os creditos no quarto filme da série, Resident Evil: Afterlife, onde  Jill é controlada pela Umbrella, graças a uma aranha robotica no peito. Participou no filme Helena de Troia (Helen of Troy) onde fez o papel de Helena. Entrou, ainda, em filmes como The Time Machine, Principles of Lust,  Love Actually, Eragon e Inkheart . Voltou a dar vida a Jill Valentine em Resident Evil: Retribution.

## Filmografia
| Ano  | Título                       | Papel              | Notas                                 |
| ---- | ---------------------------- | ------------------ | ------------------------------------- |
| 1996 | The Future Lasts a Long Time | Blue               |                                       |
| 1997 | Star! Star!                  | Lu                 |                                       |
| 2000 | The Rules of Engagement      | Denise             |                                       |
| 2000 | Sorted                       | Sunny              |                                       |
| 2000 | Two Days, Nine Live          | Kate               |                                       |
| 2000 | The 3 Kings                  | Roxana             |                                       |
| 2000 | Kiss Kiss (Bang Bang)        | Kat                |                                       |
| 2001 | Oblivious                    | Jessica            |                                       |
| 2001 | Late Night Shopping          | Susie              |                                       |
| 2001 | The Last Minute              | Kayak Girl         |                                       |
| 2001 | Superstition                 | Julie              |                                       |
| 2002 | The Time Machine             | Emma               |                                       |
| 2003 | The Principles of Lust       | Juliette           |                                       |
| 2003 | Love Actually                | Jamie's girlfriend |                                       |
| 2004 | Resident Evil: Apocalypse    | Jill Valentine     |                                       |
| 2005 | In the Bathroom              | The Woman          |                                       |
| 2005 | Silence Becomes You          | Grace              |                                       |
| 2005 | Elizabeth I: A Rainha Virgem | Lettice Knollys    |                                       |
| 2006 | Rabbit Fever                 | Newscaster         |                                       |
| 2006 | Eragon                       | Arya Dröttningu    | Também voz de Arya no Game.           |
| 2007 | El Corazón de la tierra      | Katherine          | Titulo inglês: The Heart of the Earth |
| 2008 | Inkheart                     | Resa Folchart      |                                       |
| 2010 | Perfect Life                 | Anne               | Perfect Victims -Título no DVD (USA)  |
| 2010 | Gunless                      | Jane               |                                       |
| 2010 | I'm Here                     | Francesca          |                                       |
| 2010 | Resident Evil: Afterlife     | Jill Valentine     | Cena Pós-Creditos                     |
| 2011 | The Big Bang                 | Julie Kestral      |                                       |
| 2011 | The Last Belle               | Rosie (Voz)        | Curta-metragem                        |
| 2012 | Resident Evil: Retribution   | Jill Valentine     |                                       |
| 2012 | The Wicked Within            | Bethany            | Co-produtor                           |
| 2012 | The Whole Banana             | Denise             |                                       |
| 2012 | The List                     | Alison Corwin      |                                       |
| 2023 | Meg 2: The Trench            | Driscoll           |                                       |